# Prevotella buccalis
Espèce
Prevotella buccalis est une espèce de bactéries à Gram négatif de la famille des Prevotellaceae.

## Description
Les Prevotella buccae sont des bactéries anaérobies à coloration de Gram négative.

## Taxonomie
Le nom correct complet (avec auteur) de ce taxon est Prevotella buccalis (Shah & Collins 1982) Shah & Collins 1990.
Prevotella buccalis a pour synonymes :
- Bacteroides buccalis Shah & Collins 1982
- Hoylesella buccalis (Shah & Collins 1982) Hitch et al. 2023

### Étymologie
L'étymologie du nom spécifique de l'espèce P. buccalis est la suivante : buc.ca’lis. L. fem. n. bucca, la bouche; L. masc./fem. adj. suff. -alis, suffixe denoting pertaining to; N.L. fem. adj. buccalis, buccal, pertaining to the mouth ».